# Eucharis adscendens
Eucharis adscendens är en stekelart som först beskrevs av Fabricius 1787.  Eucharis adscendens ingår i släktet Eucharis och familjen Eucharitidae. Inga underarter finns listade i Catalogue of Life.